# Чих, Михаил Павлович
Михаи́л Па́влович Чих (1921—1998) — бригадир горнорабочих очистного забоя шахты «Майская» комбината «Ростовуголь», город Шахты Ростовской области. Дважды Герой Социалистического Труда (1971, 1983).

## Биография
Родился 4 июня 1921 года в селе Ворошиловка Мариупольского уезда Екатеринославской губернии (ныне село Камышеватое Мангушского района Донецкой области) в крестьянской семье. Украинец.
В 7 лет остался без родителей, воспитывался в детском доме, окончил только начальную школу. Потом жил в семье у одного из братьев, работал в местном колхозе. Окончил курсы механизаторов.
В мае 1941 года был призван в Красную Армию. Участник Великой Отечественной войны с первых дней. Служил в пехоте, затем, как специалист, был переведён в автомобильный батальон, где прошёл фронтовыми дорогами до Победы. Войну закончил в Берлине. За боевые заслуги награждён орденом Красной Звезды, медалью «За отвагу» и Орденом Отечественной войны II степени (1992).
После демобилизации по приглашению однополчанина приехал в город Армавир (Краснодарский край), работал на консервном заводе. Посетив в отпуске родной город жены Новошахтинск, познакомился с трудом шахтёров. Вскоре переехал к родне и устроился на шахту «Южная-1». Вскоре, после обрушения в шахте, вернулся в Армавир, но ненадолго.
Переехал с семьёй в город Шахты. Вернулся уже на шахту «Южная-2». Работал навалоотбойщиком, а с 1956 года — горнорабочим очистного забоя шахты «Майская». В 1957 году ему доверили звено — 14 человек. Окончил курсы машинистов угольных комбайнов, два года отработал механизатором. За трудолюбие и упорство был назначен бригадиром горнорабочих очистного забоя.
В 1957 году бригада М. П. Чиха добыла комбайном «ЛГ» за месяц 16 000 тонн угля, затем рекорд был увеличен до 20 000 тонн, вершиной явилась добыча 25 000 тонн угля в месяц. В те дни это был рекорд. В 1967 году Михаил Павлович Чих был награждён орденом Ленина и был удостоен звания «Заслуженный шахтёр РСФСР».
М. П. Чих проводил большую общественную работу. Был членом Ростовского обкома КПСС, депутатом городского Совета. Избирался делегатом XXV и XXVI съездов КПСС. Руководил Всесоюзной школой передового опыта, созданной на основе его бригады.
Последние годы, будучи на пенсии, жил в Ростове-на-Дону. Имел дочь,  у которой без мужа родился сын Родислав.  Внука Чих усыновил.  После смерти дедушки мальчик провел в местах лишения годы за хранение запрещенных веществ. В настоящее время Родислав проживает в квартире деда в Ростове-на-Дону по  адресу: Чехова 68, кв 63. Он распродает наследство дедушки, чтоб вести веселый образ жизни,   а это - дорогие золотые украшения и много недвижимости в Шахтах и Ростове.  Регулярно злоупотребляет запрещенными веществами,  ведет ассоциальный образ жизни, и имеет много жалоб от соседей. 
Скончался Михаил Чих 2 июня 1998 года. Похоронен в городе Шахты.
Сочинения
- Делись огнем! : [Рассказ бригадира шахты «Майская», г. Шахты] / М. П. Чих; [Лит. запись, вступ. ст. В. А. Огурцова]. — М. : Сов. Россия, 1987. — 156,[2] с., [8] л. ил. : ил.; 17 см; ISBN (В пер.) (В пер.) : 55 к.

## Награды
- Указом Президиума Верховного Совета СССР от 30 марта 1971 года За исключительные заслуги в развитии угольной промышленности Чиху Михаил Павловичу присвоено звание Героя Социалистического Труда с вручением ордена Ленина и золотой медали «Серп и Молот».
- Указом Президиума Верховного Совета СССР от 21 марта 1983 года за достижения выдающихся успехов в увеличении добычи угля, большой личный вклад в развитие движения за эффективное использование горной техники и проявленный трудовой героизм Чих Михаил Павлович награждён орденом Ленина и второй золотой медалью «Серп и Молот».
- Награждён четырьмя орденами Ленина, орденами Октябрьской Революции, Красной Звезды и медалями (в том числе медалью «За отвагу»).
- Лауреат Государственной премии (1978).
- Знаки «Шахтёрская слава» 3-х степеней.
- «Заслуженный шахтёр РСФСР».
- «Почётный гражданин города Шахты» (1982).

Могила Чиха на Центральном кладбище города Шахты Ростовской области.

## Память
- В августе 1984 года, в год 50-летия стахановского движения и в ознаменование трудовых подвигов — дважды Герою Социалистического Труда М. П. Чиху — в соответствии с Указом Президиума Верховного Совета СССР в городе Шахты установлен бронзовый бюст[3] (по просьбе самого Героя именно в этом городе, а не на его родине).
- Именем Михаила Чиха названа шахта «Октябрьская-Южная».
- 2 июня — день смерти М. П. Чиха, Законодательное собрание Ростовской области в 2001 году постановило считать днем памяти погибших шахтёров.
- В городе Новошахтинске именем Чиха названа одна из улиц.
- О нём был снят документальный фильм: «Бригадир ГРОЗ», Ростовская студия кинохроники, 1976.[4] и он занесён в список «Фильмы-легенды ХХ-го века», режиссёр Сергей Стародубцев, оператор Юрий Щербаков.